# Puszta
Puszta je veliko stepsko područje na sjeveroistoku i istoku Mađarske. 
Predstavlja najravnije predjele Alfölda, istočnog predjela Panonske nizine. Ime je dobilo po tipičnom istočnopanonskom krajoliku, pusti.
Tradicionalni stanovnici su bili pastiri koji su vodili svoja stada ovaca, odnosno krda krava i konja.
Od 1999. je Hortobágy (Puszta), t.j. nacionalni park Hortobágy, UNESCO-ovo mjesto svjetske baštine u Mađarskoj.
Puszta predstavlja eksklavu Euroazijske stepe.

## Vanjske poveznice
- Nacionalni park Hortobágy, Puszta  Arhivirana inačica izvorne stranice od 28. veljače 2021. (Wayback Machine)

Kategorije:Stepe